# Ciclismo ai Giochi della VIII Olimpiade - Velocità
La competizione della velocità di ciclismo dei Giochi della VIII Olimpiade si tenne i giorni 26  e 27 luglio 1924 al Velodromo di Vincennes a Parigi, in Francia.

## Risultati
Il tempo è cronometrato sugli ultimi 200 metri.

### Primo turno
Si disputarono il 26 luglio. 12 serie i vincitori ammessi ai quarti di finale i restanti ai recuperi.
| Pos. | Atleta           | Nazione   | Tempo |
| ---- | ---------------- | --------- | ----- |
| 1    | Pierre De Bruyne | Belgio    | 13"8  |
| 2    | Eugenio Gret     | Argentina |       |

| Pos. | Atleta         | Nazione        | Tempo |
| ---- | -------------- | -------------- | ----- |
| 1    | George Dempsey | Australia      | 13"8  |
| 2    | Julio Polet    | Argentina      |       |
| 3    | Miloš Knobloch | Cecoslovacchia |       |

| Pos. | Atleta             | Nazione   | Tempo |
| ---- | ------------------ | --------- | ----- |
| 1    | William Coppins    | Australia | 13"6  |
| 2    | Willy Falck Hansen | Danimarca |       |
| 3    | Boris Dimczew      | Bulgaria  |       |

| Pos. | Atleta          | Nazione     | Tempo |
| ---- | --------------- | ----------- | ----- |
| 1    | William Fenn    | Stati Uniti | 13"6  |
| 2    | Ricardo Bermejo | Cile        |       |
| -    | Maurice Gillen  | Lussemburgo | DNF   |

| Pos. | Atleta          | Nazione | Tempo |
| ---- | --------------- | ------- | ----- |
| 1    | Lucien Michard  | Francia | 13"6  |
| 2    | Alejandro Vidal | Cile    |       |

| Pos. | Atleta         | Nazione       | Tempo |
| ---- | -------------- | ------------- | ----- |
| 1    | Henry Fuller   | Gran Bretagna | 13"8  |
| 2    | Oscar Guldager | Danimarca     |       |

| Pos. | Atleta              | Nazione     | Tempo |
| ---- | ------------------- | ----------- | ----- |
| 1    | Maurice Peeters     | Paesi Bassi | 17"0  |
| -    | Ignatius Gronkowski | Stati Uniti | DNS   |

| Pos. | Atleta           | Nazione        | Tempo |
| ---- | ---------------- | -------------- | ----- |
| 1    | Guglielmo Bossi  | Italia         | 13"6  |
| 2    | János Grimm      | Ungheria       |       |
| 3    | Oldřich Červinka | Cecoslovacchia |       |

| Pos. | Atleta           | Nazione     | Tempo |
| ---- | ---------------- | ----------- | ----- |
| 1    | Jacob Meijer     | Paesi Bassi | 13"2  |
| 2    | Louis Mermillod  | Svizzera    |       |
| 3    | Ferenc Uhereczky | Ungheria    |       |

| Pos. | Atleta            | Nazione       | Tempo |
| ---- | ----------------- | ------------- | ----- |
| 1    | Jean Cugnot       | Francia       | 12"8  |
| 2    | George Owen       | Gran Bretagna |       |
| 3    | Artūrs Zeiberliņš | Lettonia      |       |

| Pos. | Atleta               | Nazione  | Tempo |
| ---- | -------------------- | -------- | ----- |
| 1    | Francesco Del Grosso | Italia   | 12"8  |
| 2    | Jan Łazarski         | Polonia  |       |
| 3    | Roberts Plūme        | Lettonia |       |

| Pos. | Atleta              | Nazione | Tempo |
| ---- | ------------------- | ------- | ----- |
| 1    | Franciszek Szymczyk | Polonia | 12"8  |
| 2    | Jean Verheyen       | Belgio  |       |
| 3    | Francisco Juillet   | Cile    |       |

### Recuperi Primo turno
Si disputarono il 26 luglio. 6 serie i vincitori ammessi ai quarti di finale i restanti eliminati.
| Pos. | Atleta             | Nazione   | Tempo |
| ---- | ------------------ | --------- | ----- |
| 1    | Willy Falck Hansen | Danimarca | n/d   |
| 2    | Julio Polet        | Argentina |       |
| -    | Francisco Juillet  | Cile      | DNS   |

| Pos. | Atleta          | Nazione        | Tempo |
| ---- | --------------- | -------------- | ----- |
| 1    | Miloš Knobloch  | Cecoslovacchia | n/d   |
| -    | Alejandro Vidal | Cile           | DNS   |
| -    | Boris Dimczew   | Bulgaria       | DNS   |

| Pos. | Atleta            | Nazione   | Tempo |
| ---- | ----------------- | --------- | ----- |
| 1    | Oscar Guldager    | Danimarca | n/d   |
| 2    | Artūrs Zeiberliņš | Lettonia  |       |
| 2    | Eugenio Gret      | Argentina |       |

| Pos. | Atleta           | Nazione        | Tempo |
| ---- | ---------------- | -------------- | ----- |
| 1    | Louis Mermillod  | Svizzera       | n/d   |
| 2    | Ferenc Uhereczky | Ungheria       |       |
| 2    | Oldřich Červinka | Cecoslovacchia |       |

| Pos. | Atleta          | Nazione  | Tempo |
| ---- | --------------- | -------- | ----- |
| 1    | János Grimm     | Ungheria | n/d   |
| 2    | Ricardo Bermejo | Cile     |       |
| 2    | Jean Verheyen   | Belgio   |       |

| Pos. | Atleta        | Nazione       | Tempo |
| ---- | ------------- | ------------- | ----- |
| 1    | George Owen   | Gran Bretagna | n/d   |
| 2    | Jan Łazarski  | Polonia       |       |
| 2    | Roberts Plūme | Lettonia      |       |

### Quarti di finale
Si disputarono il 27 luglio. 6 serie i vincitori ammessi alle semifinali i restanti ai recuperi. 
| Pos. | Atleta             | Nazione        | Tempo |
| ---- | ------------------ | -------------- | ----- |
| 1    | Jacob Meijer       | Paesi Bassi    | 13"2  |
| 2    | Willy Falck Hansen | Danimarca      |       |
| 3    | Miloš Knobloch     | Cecoslovacchia |       |

| Pos. | Atleta         | Nazione       | Tempo |
| ---- | -------------- | ------------- | ----- |
| 1    | Lucien Michard | Francia       | 13"0  |
| 2    | Oscar Guldager | Danimarca     |       |
| 3    | George Owen    | Gran Bretagna |       |

| Pos. | Atleta          | Nazione     | Tempo |
| ---- | --------------- | ----------- | ----- |
| 1    | George Dempsey  | Australia   | 13"2  |
| 2    | Maurice Peeters | Paesi Bassi |       |
| 3    | János Grimm     | Ungheria    |       |

| Pos. | Atleta           | Nazione     | Tempo |
| ---- | ---------------- | ----------- | ----- |
| 1    | Jean Cugnot      | Francia     | 13"2  |
| 2    | William Fenn     | Stati Uniti |       |
| 3    | Pierre De Bruyne | Belgio      |       |

| Pos. | Atleta               | Nazione  | Tempo |
| ---- | -------------------- | -------- | ----- |
| 1    | Francesco Del Grosso | Italia   | 13"6  |
| 2    | Louis Mermillod      | Svizzera |       |
| 3    | Franciszek Szymczyk  | Polonia  |       |

| Pos. | Atleta          | Nazione       | Tempo |
| ---- | --------------- | ------------- | ----- |
| 1    | Henry Fuller    | Gran Bretagna | 13"0  |
| 2    | Guglielmo Bossi | Italia        |       |
| 3    | William Coppins | Australia     |       |

### Recuperi quarti di finale
Si disputarono il 27 luglio. 3 serie i vincitori ammessi alle  semifinali i restanti eliminati.
| Pos. | Atleta             | Nazione        | Tempo |
| ---- | ------------------ | -------------- | ----- |
| 1    | Guglielmo Bossi    | Italia         | n/d   |
| 2    | Miloš Knobloch     | Cecoslovacchia |       |
| 2    | Maurice Peeters    | Paesi Bassi    |       |
| 2    | Willy Falck Hansen | Danimarca      |       |

| Pos. | Atleta           | Nazione       | Tempo |
| ---- | ---------------- | ------------- | ----- |
| 1    | Louis Mermillod  | Svizzera      | n/d   |
| 2    | George Owen      | Gran Bretagna |       |
| 2    | János Grimm      | Ungheria      |       |
| 2    | Pierre De Bruyne | Belgio        |       |

| Pos. | Atleta              | Nazione     | Tempo |
| ---- | ------------------- | ----------- | ----- |
| 1    | Oscar Guldager      | Danimarca   | n/d   |
| 2    | Franciszek Szymczyk | Polonia     |       |
| 2    | William Coppins     | Australia   |       |
| 2    | William Fenn        | Stati Uniti |       |

### Semifinali
Si disputarono il 27 luglio. I vincitori ammessi alla finale.
| Pos. | Atleta          | Nazione       | Tempo |
| ---- | --------------- | ------------- | ----- |
| 1    | Lucien Michard  | Francia       | 12"2  |
| 2    | Henry Fuller    | Gran Bretagna |       |
| 3    | Guglielmo Bossi | Italia        |       |

| Pos. | Atleta               | Nazione     | Tempo |
| ---- | -------------------- | ----------- | ----- |
| 1    | Jacob Meijer         | Paesi Bassi | 12"8  |
| 2    | Oscar Guldager       | Danimarca   |       |
| 3    | Francesco Del Grosso | Italia      |       |

| Pos. | Atleta          | Nazione   | Tempo |
| ---- | --------------- | --------- | ----- |
| 1    | Jean Cugnot     | Francia   | 12"2  |
| 2    | George Dempsey  | Australia |       |
| 3    | Louis Mermillod | Svizzera  |       |

### Finale
| Pos.    | Atleta         | Nazione     | Tempo |
| ------- | -------------- | ----------- | ----- |
| Oro     | Lucien Michard | Francia     | 12"8  |
| Argento | Jacob Meijer   | Paesi Bassi |       |
| Bronzo  | Jean Cugnot    | Francia     |       |